# Modelo CAGE
O Modelo CAGE foi desenvolvido pelo matemático e economista indiano Pankaj Ghemawat em 2001 em artigo para a Harvard Business Review intitulado "Distance Still Matters: The Hard Reality of Global Expansion". A argumentação principal do modelo é que empresas normalmente não percebem os grandes custos e riscos envolvidos em manter relações comerciais com países distantes. Aqui, a palavra distante adquire um sentido não somente geográfico, mas também cultural, político e econômico. De maneira sucinta, Ghemawat defende que as empresas devem levar em consideração uma série de fatores qualitativos ao avaliarem a viabilidade mercadológica de seus produtos em outros países.

## Distância ainda importa
A distância entre dois países se manifesta por meio de 4 dimensões: geográfica, cultural, administrativa e econômica.
Distância Geográfica
De maneira geral, quanto mais longe estiver um país e mais difíceis forem seus acessos ao oceano, mais complicado será para conduzir negócios com ele. Diferenças climáticas e de tamanho do país também são citados como atributos que geram distância geográfica. Barreiras de comunicação e de transporte são consideradas neste quesito, afetando principalmente transação de bens intangíveis e investimentos financeiros.
Indústria ou produtos afetados pela distância geográfica: cimento, vidro, perecíveis (frutas), telecomunicação e produtos que requerem supervisão local.
Distância Cultural
Afeta a preferência dos consumidores, determinando como as pessoas interagem com instituições, empresas e seus produtos. Idioma, religião, raça e conduta social são variáveis culturais capazes de criar distância entre dois países, e a eliminação de uma delas consegue incrementar o comércio – como a eliminação da barreira linguística, que pode impulsioná-lo até três vezes.
Indústria ou produtos afetados pela distância cultural: produtos midiáticos (programas de televisão), alimentos, tabaco, bebidas alcoólicas e produtos cujos padrões e normas possam ser diferentes (embalagens, eletrodomésticos e parafusos).
Distância politica-administrativa
Laços históricos e políticos entre países também afetam enormemente as relações comerciais. Acordos comerciais, proteção à indústria nacional, fraqueza institucional, hostilidade política, moeda comum e união política são fatores que influenciam a distância cultural. Por exemplo, a relação de países que foram colonizadores com suas as suas ex-colônias pode ser 900% maior do que com outras nações semelhantes.
Indústria ou produtos afetados pela distância politico-administrativa: eletricidade, remédios, agropecuária, transporte de massa, aeroespacial, telecomunicações, recursos minerais e infraestrutura.
Distância econômica
A riqueza e a renda dos consumidores são atributos importantes que afetam a distância entre países. Países ricos realizam mais trocas com países ricos do que com outros subdesenvolvidos. Da mesma forma, empresas devem exportar seu modelo de negócio somente se a renda dos consumidores do país de destino for similar a da matriz.
Indústria ou produtos afetados pela distância econômica: carros, telefone celular, vestuário, seguros e eletrodomésticos.

## Exemplos
Tricon
A empresa norte-americana Tricon, dona das bandeiras de fast food Pizza Hut, Taco Bell e KFC, decidiu em 1998 reduzir suas operações globais focando em um número limitado de mercados. Anteriormente, operava em 27 países que geram lucros de maneira desigual. Mas quais seriam os mercados contemplados?
Utilizando-se a metodologia tradicional - “Country Portfolio Analysys” – que se foca em variáveis econômicas como PIB, nível de renda e propensão ao consumo, a empresa chegaria conclusão de que Japão, Alemanha e Canadá são os maiores mercados potenciais, com o México ocupando a 16ª posição entre 20 nações.
Porém, quando a analise é feita considerando-se a influência da distância, conforme descrita por Ghemawat, o resultado é bastante diferente: Canadá, México e Reino Unido passam a ser os maiores mercados potenciais. A explicação para a presença mexicana no topo da lista é que, quando a proximidade geográfica e política entram em cena, o potencial do país latino é muito maior (embora culturalmente e economicamente se distancie dos Estados Unidos). Já o potencial Canadense se torna muito maior, pois é próximo aos Estados Unidos praticamente todas as distâncias.
Star TV
Em 1991, o canal de televisão Star TV foi criado buscando o mercado asiático, no qual supostamente obteria lucro focando o topo da pirâmide social, uma classe ascendente e desejosa por entretenimento ocidental. Os programas seriam em inglês e transmitido via satélite dos Estados Unidos, passando por cima de qualquer barreira física. O negócio parecia tão promissor que em 1993 a Fox comprou a Star TV.
Porém, os resultados não chegaram perto do esperado. Entre 1996 e 1999, os prejuízos alcançaram patamar de US$ 500 milhões. A empresa superestimou a atratividade do mercado asiático ao desconsiderar a influência da distância ao realizar o investimento. O tamanho e a riqueza do mercado atraem todas as empresas por um lado, mas as distâncias culturais, políticas (principalmente), econômicas e geográficas entre os Estados Unidos e países como Índia e China impõem dificuldade ao negócio.
China
Ghemawat relata que 54% das multinacionais instaladas na China obtiveram resultados piores do que o esperado quando da análise de retorno financeiro, e que os próprios executivos admitem que a causa foi ter superestimado o marcado potencial para seus produtos.
Analisando através do modelo CAGE, Ghemawat enfatiza que o país esta geograficamente e culturalmente longe do ocidente (a dificuldade do idioma e a preferencia dos chineses por produtos locais estão entre os itens que afastam as nações) e que as restrições de acesso ao mercado, altos impostos e a corrupção aumentam as distâncias administrativas.